# بلسهایم
بلسهایم (به فرانسوی: Blaesheim) یک کمون در فرانسه با جمعیت ۱٬۲۸۱ نفر است که در Canton of Geispolsheim واقع شده‌است.